# Клинтон (Јужна Каролина)
Клинтон (енгл. Clinton) град је у америчкој савезној држави Јужна Каролина.

## Демографија
По попису из 2010. године број становника је 8.490, што је 399 (4,9%) становника више него 2000. године.
| Група             | 2000.         | 2010.         |
| Белци             | 4.861 (60,1%) | 4.998 (58,9%) |
| Афроамериканци    | 3.073 (38,0%) | 3.140 (37,0%) |
| Азијати           | 22 (0,3%)     | 48 (0,6%)     |
| Хиспаноамериканци | 77 (1,0%)     | 187 (2,2%)    |
| Укупно            | 8.091         | 8.490         |